# 논갈이
논갈이는 모내기에 앞서 본논을 갈고 시비를 하여 써레질을 하는 것이다. 논갈이는 전년 가을에 하는 것을 가을갈이, 봄에 하는 것을 봄갈이라고 한다. 가을갈이는 갈아엎은 흙이 겨우내 햇볕을 받고 비바람을 맞게 되므로 토질을 좋게 하고, 해충을 죽이는 등의 효과가 있다. 논갈이는 12-15cm의 깊이가 바람직한데, 최근의 트랙터에 의한 로터리경운으로는 흙을 깊이 갈아엎을 수가 없고, 건토효과가 적어 벼의 생육에 여러 가지 장애를 초래한다. 본논에는 보통 10a당 질소 10kg, 인산 및 칼륨을 각각 8kg 정도 시비하는데, 이 중 일부는 논갈이할 때 밑거름으로 주고, 나머지는 덧거름으로 생육 기간에 나누어준다. 이 비율이나 양은 그 지방의 기상조건이나 토질, 품종에 따라 다르다. 비료에는 화학비료 외에 두엄과 풋거름 등이 있으며, 두엄이나 풋거름은 논갈이 전에 준다. 시비 후에는 씨레질을 한다. 씨레질은 논에 물을 대고 갈아엎은 흙덩이를 부수어 곱게 하고, 논바닥을 평평하게 만들어 모를 심기 좋게 하고, 논에서 물이 새는 것을 막는 등의 역할을 한다. 현재는 소형의 로터리경운기가 보급되어 써레질이 기계화되었다.

## 같이 보기
- 모내기